# Kolej Dojazdowa Marecka

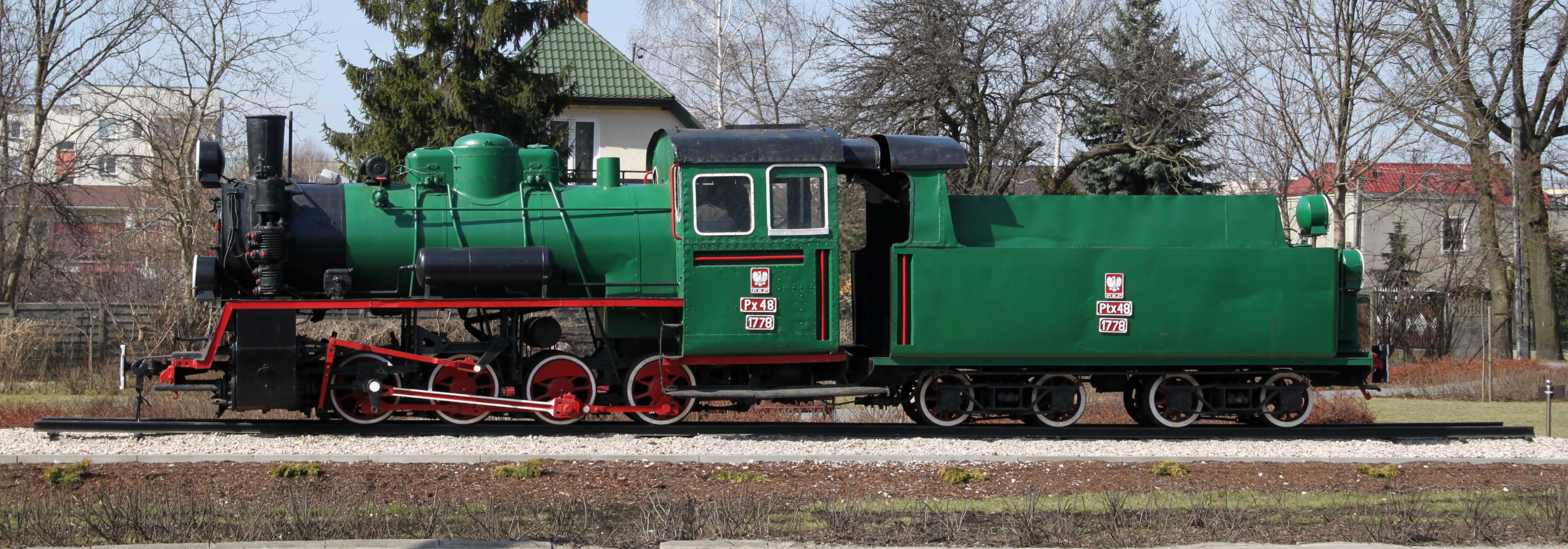
Wąskotorowa lokomotywa parowa Px48-1778 jako pomnik na skwerze obok urzędu miasta w Markach, ustawiona 17 września 2010

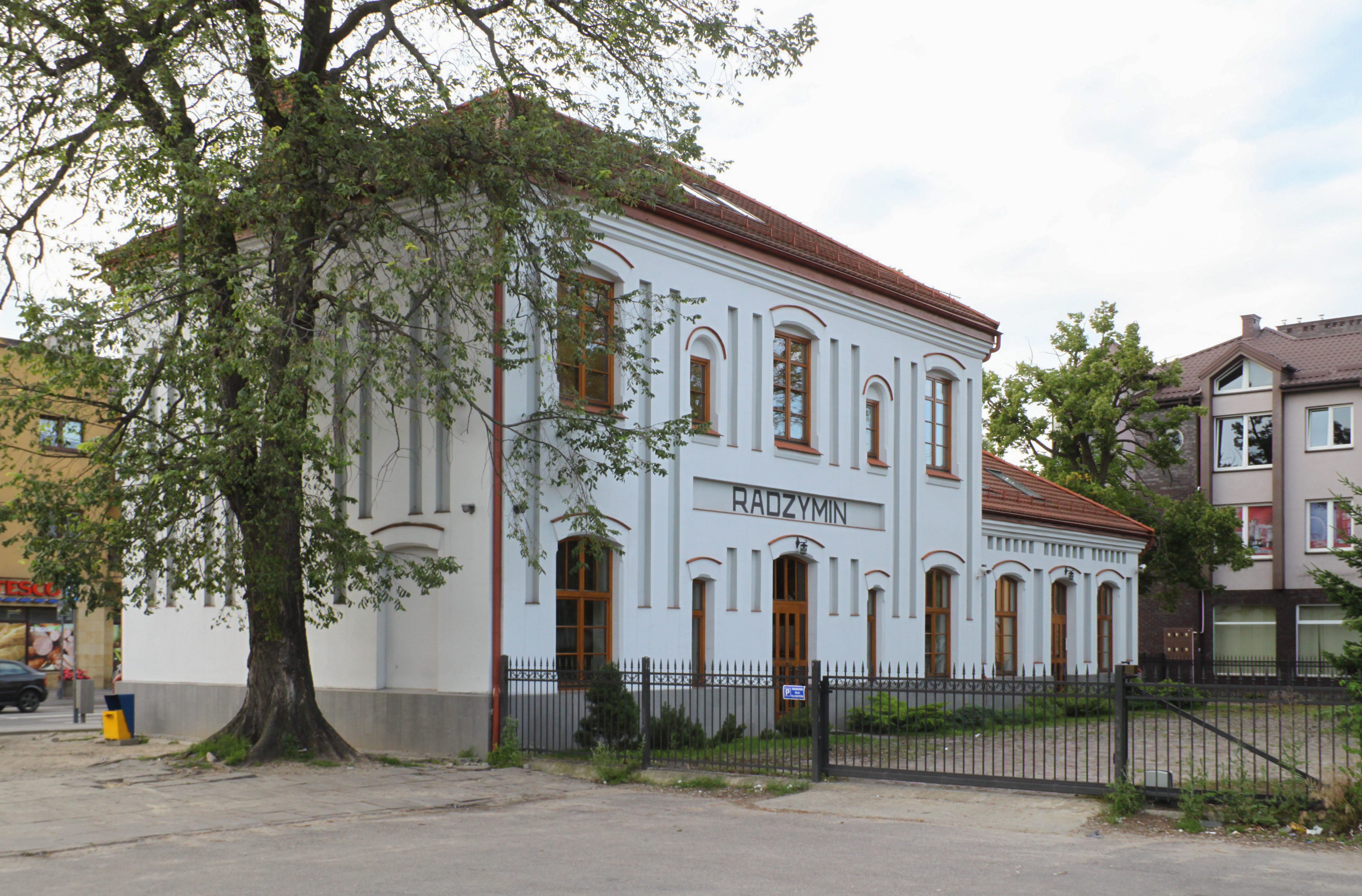
Budynek dawnej stacji Radzymin Wąskotorowy

Kolej Dojazdowa Marecka, zwyczajowo kolejka marecka lub kolejka radzymińska – kolej wąskotorowa łącząca Warszawę z Markami i Radzyminem. Kursowała w latach 1897–1974.

## Opis
W 1896 roku Adam Dzierżanowski, Manas Ryba i Julian Różycki uzyskali koncesję na budowę Markowskiej Kolei Konnej. W tym samym roku ukończono budowę toru do Marek, a w 1897 roku pierwszy pociąg przejechał trasę Targówek−Marki.
Pierwotnie kolejka miała tory o rozstawie 800 mm, po II wojnie światowej zostały przekute na 750 mm.
Kolejka została znacjonalizowana 10 grudnia 1947.
Zlikwidowana 1 września 1974. Zastąpiła ją komunikacja autobusowa.

## Nazwy
- 1896: Markowska Kolej Konna[1]
- 1897−1906: Markowska Kolej Wąskotorowa[1]
- 1907−1915: Markowska Droga Podjazdowa/Podjazdowa Żelazna Kolej Marecka[1]
- 1919−1941: Kolej Dojazdowa Marecka[1]
- 1942−1944: Warszawskie Koleje Wschodnie[1]
- 1945−1951: Kolej Dojazdowa Warszawa−Radzymin[1]
- 1952−1974: Radzymińska Kolej Wąskotorowa[1]

### Stacje i przystanki
| Km     | Stacja                           |
| ------ | -------------------------------- |
| 0      | Warszawa Targowa                 |
| 0.500  | Warszawa Stalowa                 |
| 0.731  | Targówek                         |
| 2.769  | Warszawa Zacisze do 1951 Zacisze |
| 5.373  | Drewnica                         |
| 7.386  | Marki                            |
| 9.226  | Pustelnik I                      |
| 10.086 | Pustelnik II                     |
| 12.36  | Struga Warszawska                |
| 15.544 | Słupno                           |
| 17.171 | Cmentarz Poległych               |
| 18.036 | Leopoldynów                      |
| 20     | Radzymin Wąskotorowy             |

### Stacje i przystanki w 1942
- Warszawa Stalowa
- Targówek
- Zacisze
- Drewnica
- Marki
- Pustelnik I
- Pustelnik II
- Struga
- Słupno
- Cmentarz Poległych
- Leopoldynów
- Radzymin